# Temple Expiatori del Sagrat Cor
El Temple Expiatori del Sagrat Cor és una església catòlica romana situada al cim del Tibidabo a Barcelona, catalogada com a bé amb elements d'interès (categoria C). Va ser obra de l'arquitecte Enric Sagnier i Villavecchia i finalitzada pel seu fill Josep Maria Sagnier i Vidal.

## Història
A finals del segle xix, i davant dels rumors sobre la construcció d'un temple protestant i un hotel-casino al cim del Tibidabo, la Junta de Cavallers Catòlics adquirí la propietat dels terrenys i el 1886 els cedí a Sant Joan Bosco, que es trobava de visita a Barcelona convidat per Dorotea de Chopitea de Villota (1816-1891), mecenes i promotora del projecte. Es concretà llavors la idea de fer un temple dedicat al Sagrat Cor de Jesús, advocació de moda en aquell temps gràcies a l'impuls del papa Pius IX, i seguint la línia del temple construït a Roma pel mateix Giovanni Bosco (Sacro Cuore di Gesù), així com del famós Sacré-Cœur de París.
Les obres començaren aquel mateix any i es construí una petita ermita neogòtica. El 1889, amb motiu de l'Exposició Universal s'urbanitzà la carretera de Vallvidrera i es construí al costat de l'ermita un pavelló d'inspiració mudèjar, que servia de mirador. Tanmateix, el projecte s'endarrí a causa sobretot de l'aparició d'un nou projecte per a construir un observatori astronòmic, que finalment es va fer a una cota més baixa (Observatori Fabra). Mentrestant, s'havia constituït la Societat Anònima Tibidabo, impulsada pel doctor Salvador Andreu i Grau (1841-1928), que el 1901 inaugurà el funicular. Finalment, el 28 de desembre de 1902 es col·locà la primera pedra en un acte presidit pel pel bisbe de Barcelona Salvador Casañas i Pagès.
El 1903 es va començar a construir la cripta, i el 1911, coincidint amb la seva inauguració, tingué lloc la declaració com a «temple nacional» pel Congrés Eucarístic Internacional celebrat a Madrid. Precedia així la consagració d'Espanya al Sagrat Cor de Jesús, proclamada pel rei Alfons XIII l'any 1919.
El temple superior fou beneït pel bisbe Modrego durant el XXXV Congrés Eucarístic Internacional celebrat a Barcelona el 1952. Les torres es van afegir posteriorment, i el 28 d'octubre de 1961 es va fer la consagració del temple, coincidint amb la col·locació de l'estàtua del Sagrat Cor damunt de la cúpula. Aquesta és obra de Josep Miret (1950), que substitueix l'original de Frederic Marès (1935), destruïda l'any següent durant la Guerra Civil espanyola. L'endemà, el 29 d'octubre, el papa Joan XXIII li concedí el títol de basílica menor.

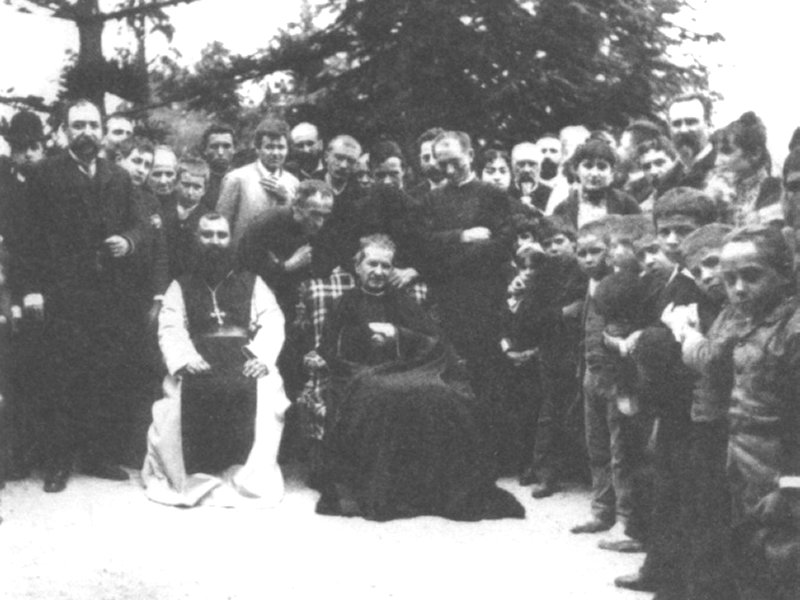
Sant Joan Bosco en la seva visita a Barcelona el 1886
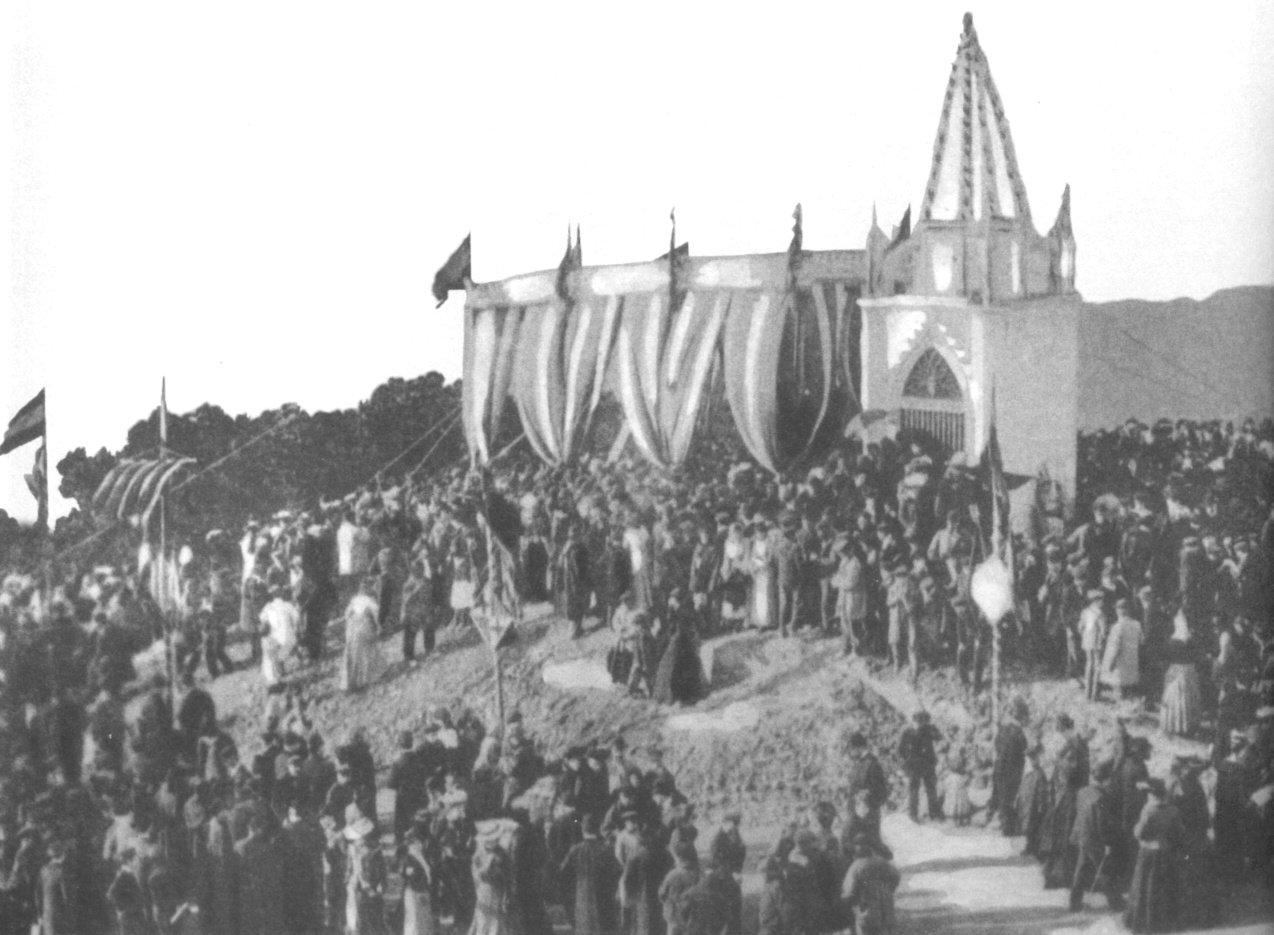
Col·locació de la primera pedra (28-12-1902)
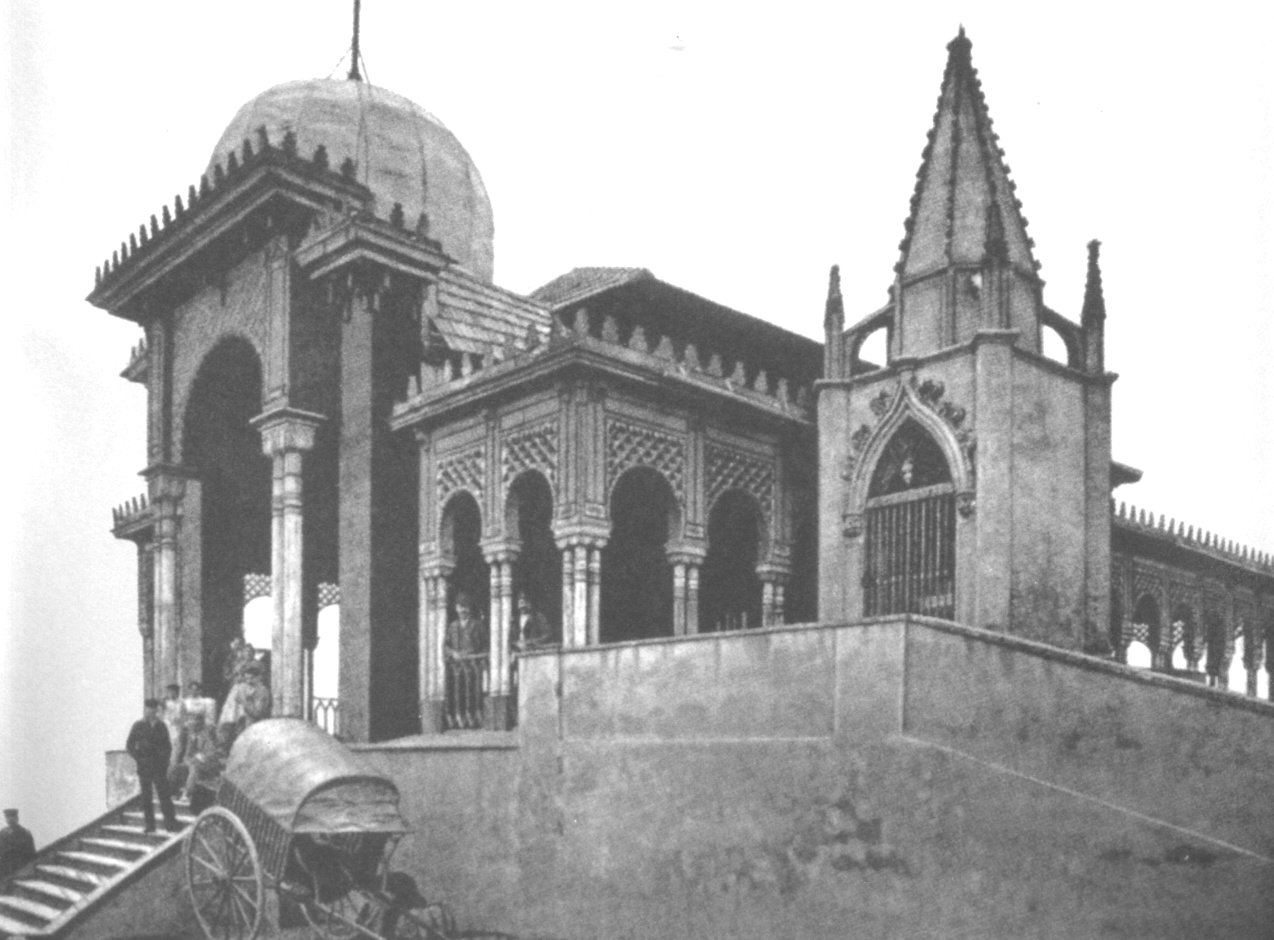
Pavelló mudèjar per a l'Exposició Universal de 1888
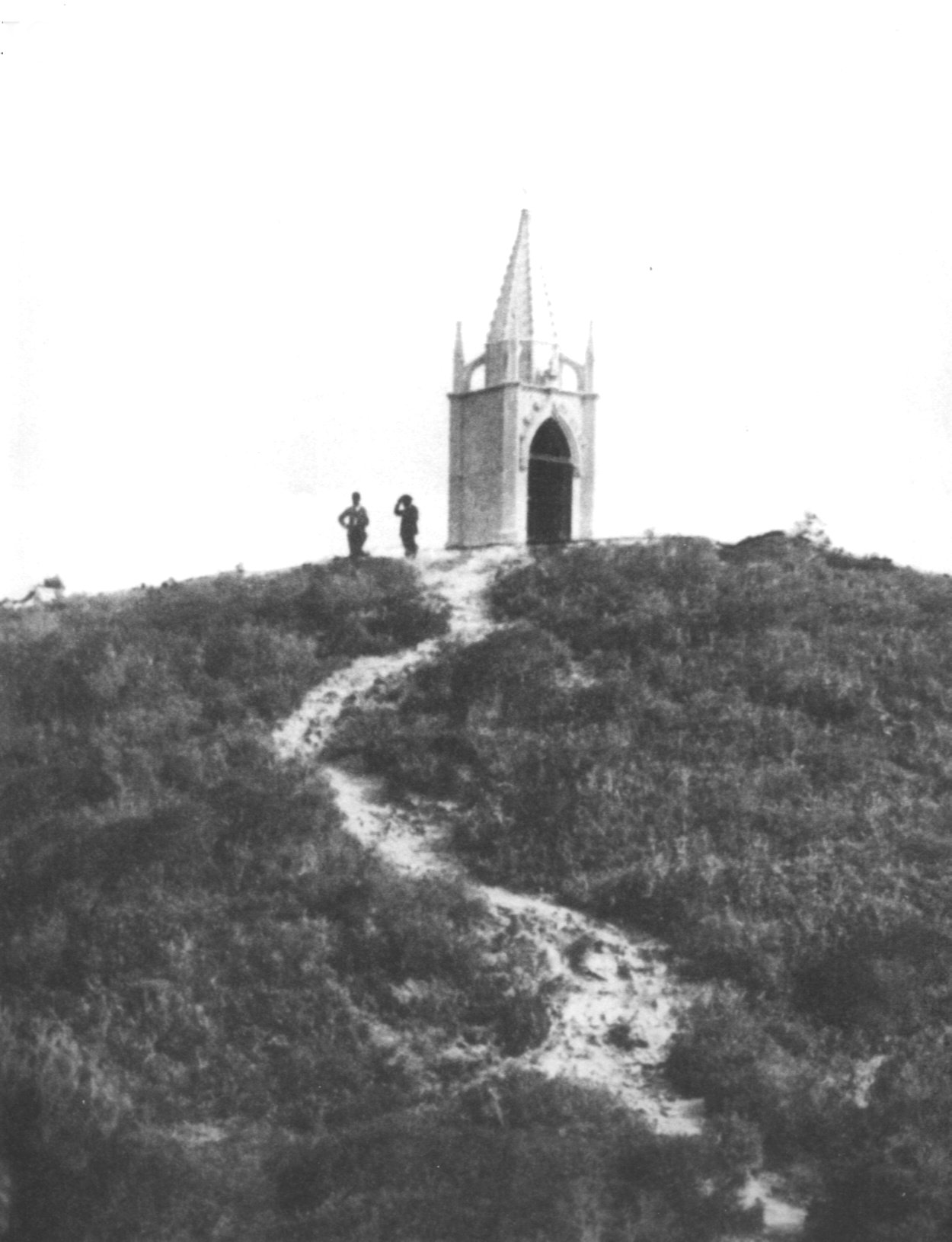
L'ermita el 1902, abans de construir-se el temple
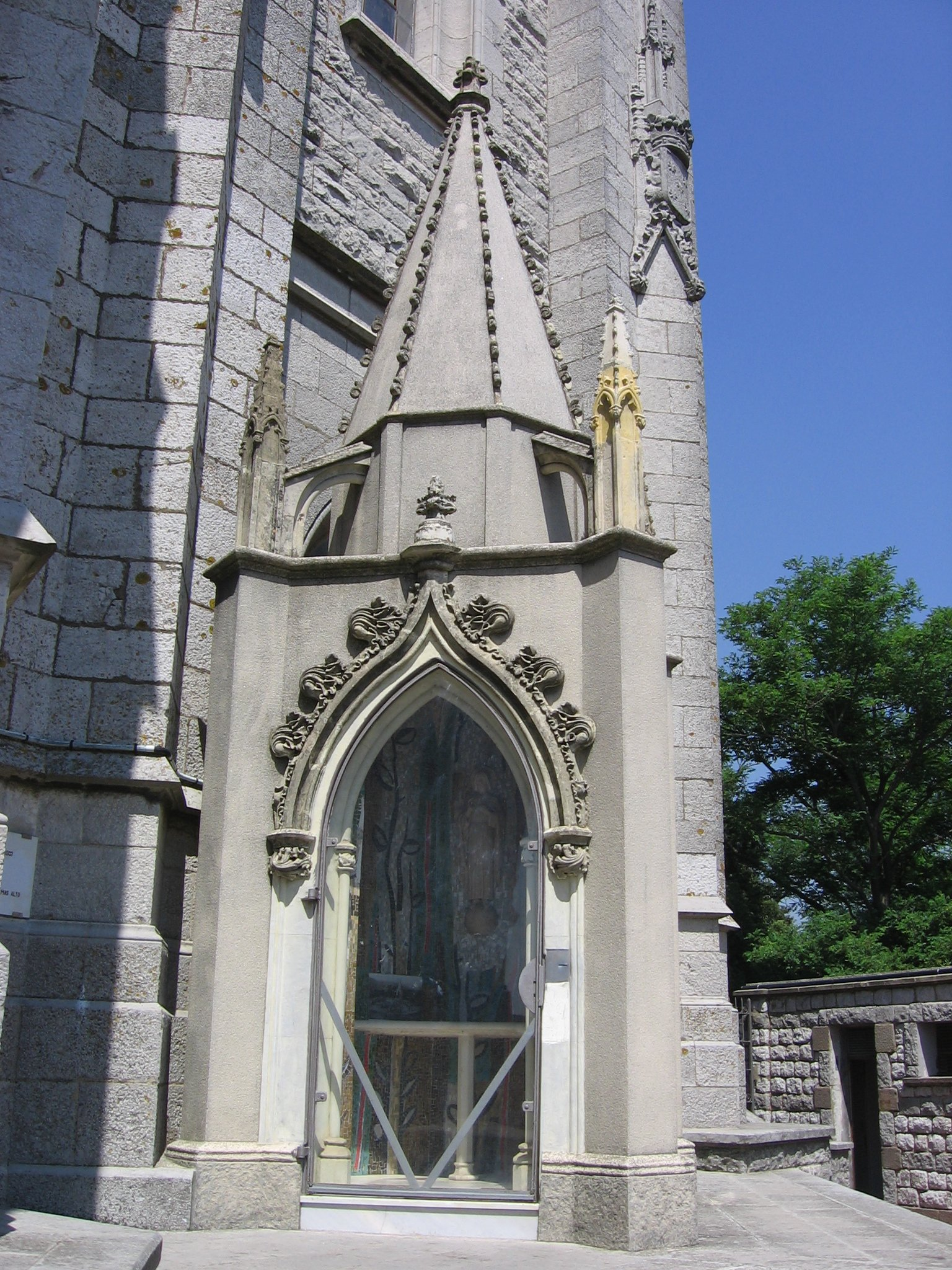
L'ermita en l'actualitat, integrada al temple
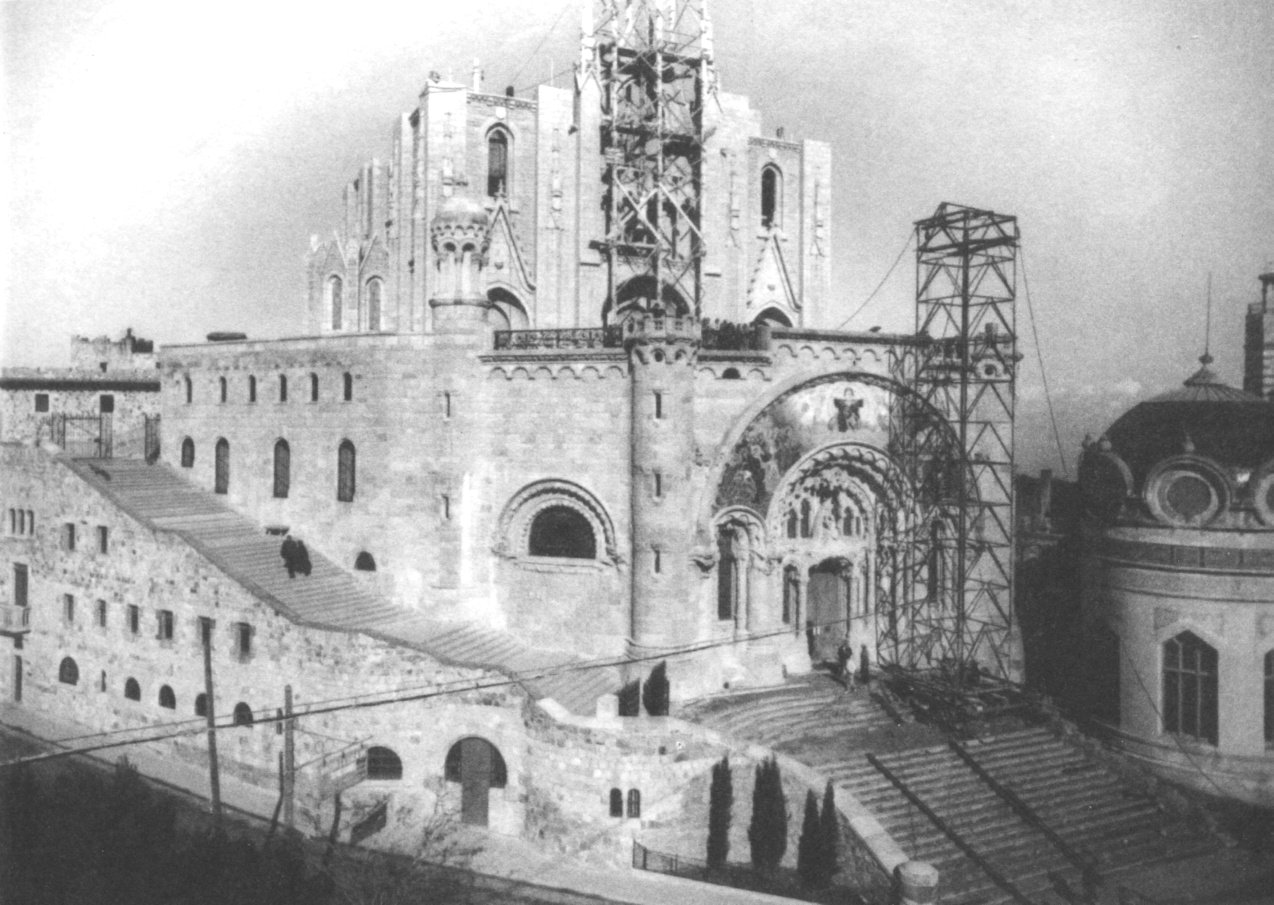
El Sagrat Cor el 1931
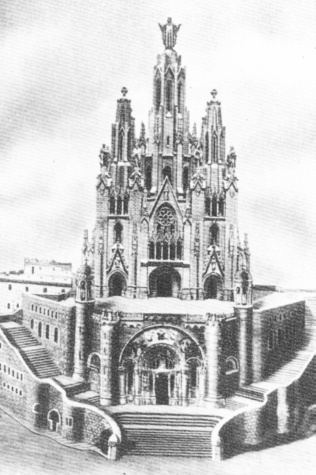
Maqueta del temple

## Arquitectura

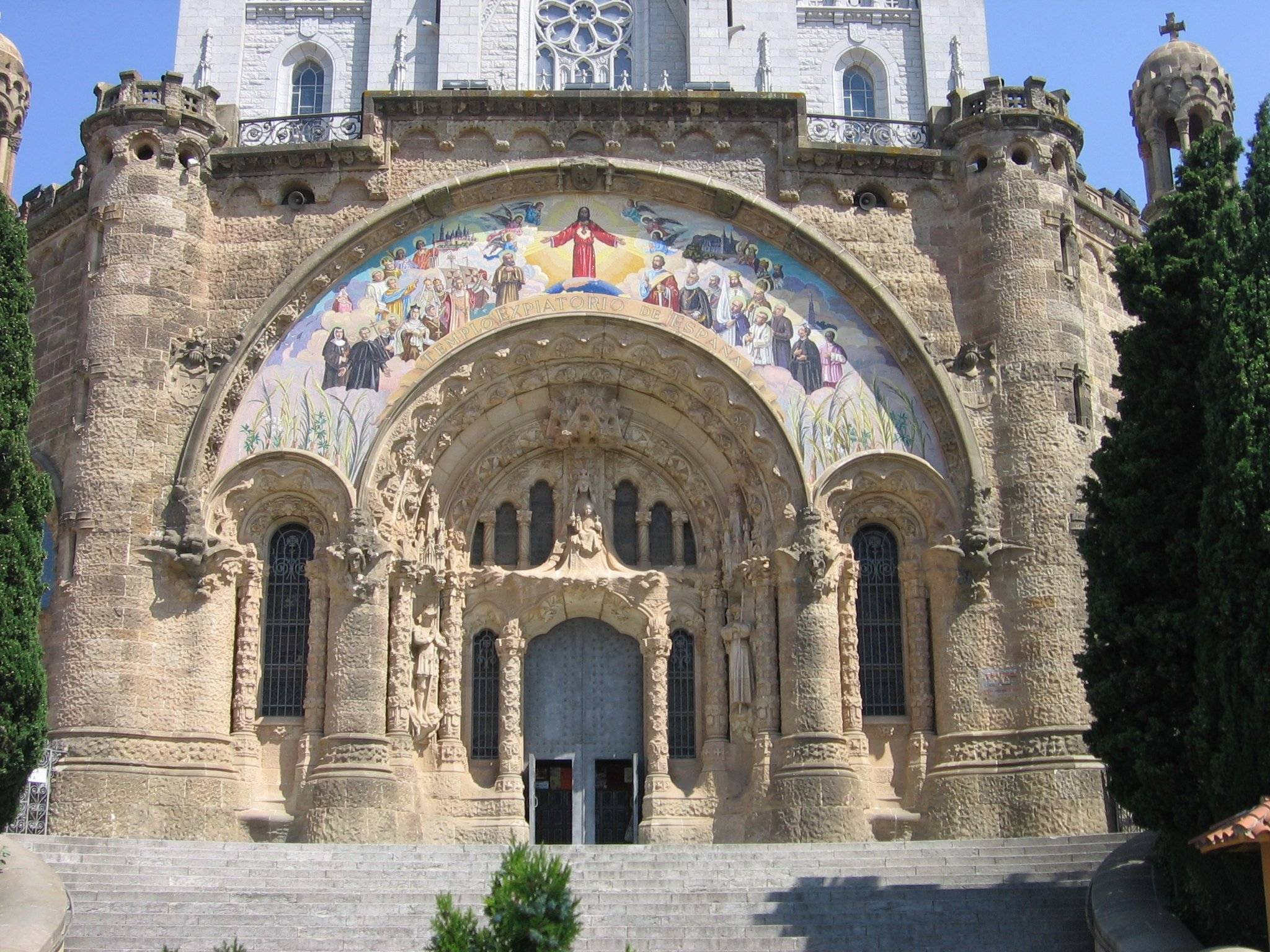
Pòrtic de la cripta

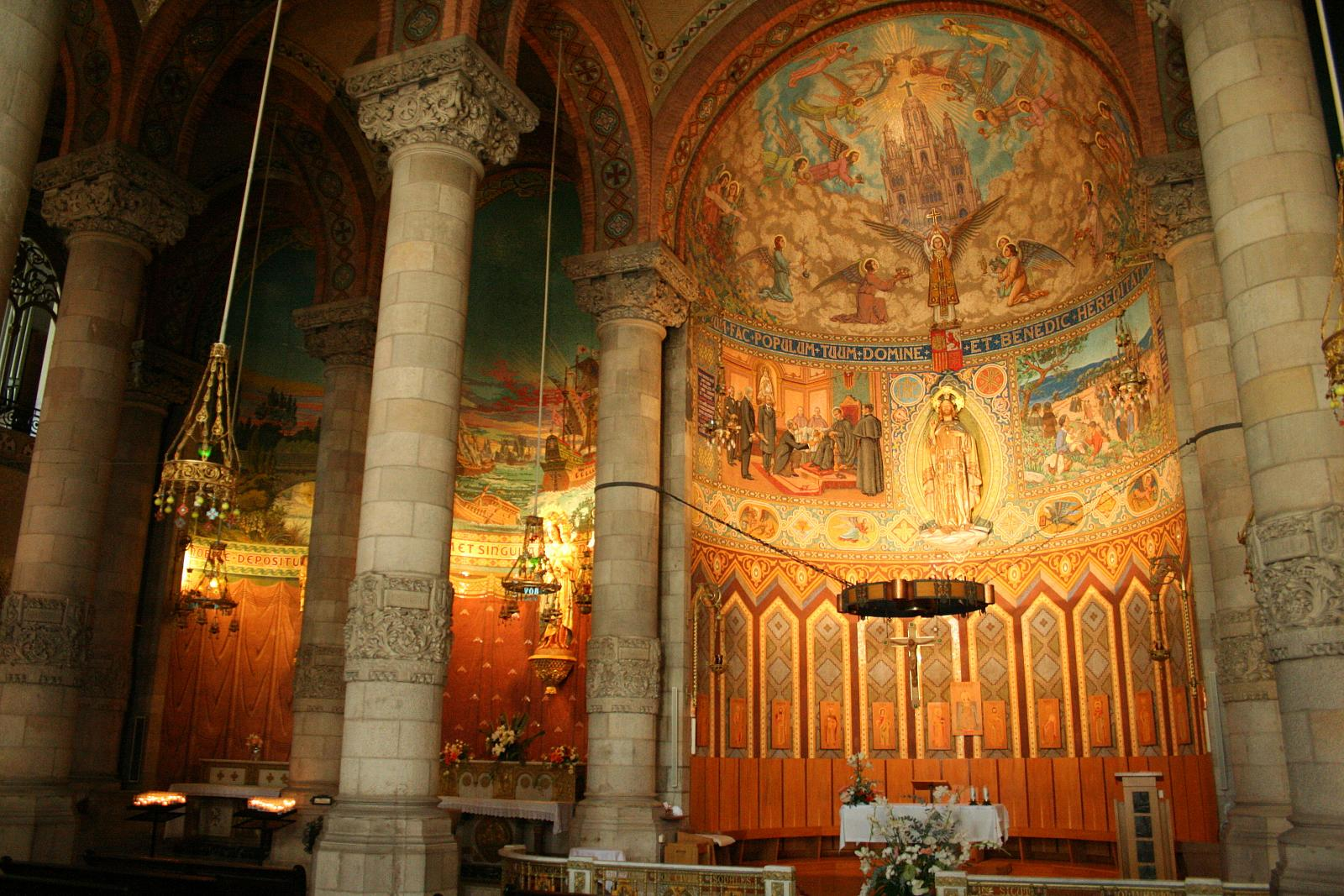
Interior de la cripta

L'aspecte exterior del conjunt és el d'un recinte emmurallat fet de pedra de Montjuïc, format per dues parts ben diferenciades: una cripta interior i l'església superior, coberta amb una cúpula sobre vuit columnes. En aquest sentit, el concepte és similar al que Gaudí va planejar per a la Cripta de la Colònia Güell, o al del Santuari de Lorda.
La cripta, construïda entre 1903 i 1911, és d'estil neobizantí i combina elements neogòtics i classicistes, una decoració propera al Modernisme a la façana. Aquesta presenta un timpà ricament ornamentat, amb escultures que representen la Mare de Déu de la Mercè, Sant Jordi i Sant Jaume, patrons de Barcelona, de Catalunya i d'Espanya, respectivament, realitzades per Alfons Juyol seguint un disseny d'Eusebi Arnau.
La façana està formada per tres arcs de mig punt sobre columnes, inserides dins d'un gran arc, també de mig punt, decorat inicialment amb un mosaic de la Santíssima Trinitat de Daniel Zuloaga, destruït el 1936. El 1955 es va fer un nou mosaic a càrrec dels Tallers Bru de Barcelona, que mostra una al·legoria de la devoció d'Espanya al Sagrat Cor. Hi destaca la inscripció «Templo Expiatorio de España» i el seu contingut iconogràfic reflecteix la ideologia nacionalcatolicista amb la presència, enmig de sants i de dignitats eclesiàstiques, dels Reis Catòlics i de Cristòfor Colom.
L'espai interior de la cripta està format per cinc naus separades per columnes, la central més ampla, amb els seus corresponents absis semicirculars. Els murs i les voltes estan revestits d'alabastre o amb decoració de mosaic, amb escenes relatives a les advocacions dels altars: Maria Auxiliadora i Sant Antoni de Pàdua (els dos laterals de l'esquerra), el Sagrat Cor de Jesús (altar major) i Sant Josep i la Mare de Déu de Montserrat (altars de la dreta). També és d'alabastre policromat el Via Crucis esculpit per Josep Miret que es desenvolupa per tot el mur perimetral de la cripta. Les finestres, que aporten una il·luminació natural a l'interior, es complementen amb vidrieres amb aquests temes: les majors en arc, als extrems, representen l'aparició de la Mare de Déu del Pilar i la conversió de Recared al Catolicisme; sant Ferran i sant Hermenegild ocupen dues vidrieres grans verticals, mentre que les petites situades sobre la porta estan dedicades a sant Joaquim, sant Isidor, sant Antoni i santa Isabel d'Aragó, reina de Portugal.
Des de la cripta s'accedeix a una capella dedicada a l'Adoració Perpètua, excavada a la mateixa muntanya a finals dels anys 1940 i que està formada per tres naus dividides per columnes. L'interior està ornamentat amb marbres, mosaics al paviment i pintures de Miquel Farré i Albagés a les voltes, realitzades entre 1947 i 1949. L'any 1966, Francisco Franco va donar la custòdia.
A banda i banda de la portada modernista de la cripta, dues grans escalinates laterals condueixen a la terrassa del temple superior. El sentit ascensional des de la cripta, passant pel temple fins a l'escultura, reflecteix l'ascensió i la purificació de la condició humana per mitjà del sacrifici i l'expiació.
El temple superior, construït entre 1914 i 1951, és de planta quadrada, de la qual surten tres absis, i presenta una gran torre central i quatre de més baixes que delimiten els quatre vèrtexs del quadrat, en els quals es col·locaren les escultures dels Dotze Apòstols, de Josep Miret. Els vitralls de les quatre torres contenen la frase llatina TIBI DABO (et donaré), recordant el nom de la muntanya, i en l'àmbit del cor es representen els Sants fundadors: Sant Marcel·lí Champagnat i Sant Joan Baptista de la Salle a ambdós costats del presbiteri; i Sant Antoni Maria Claret, Sant Josep de Calassanç, Sant Joan Bosco i Santa Maria Mazzarello al costat de la façana principal.
Aquesta té tres cossos: el central, més ample, presidit per la figura de l'arcàngel Sant Miquel a l'arc de l'entrada principal, i la de Sant Joan Bosco al frontó superior. Sobre la porta esquerra es troba l'estàtua de santa Teresa de Jesús i, sobre la dreta, la de Santa Margarida Maria Alacoque. Sobre la porta s'obre una galeria d'arcs ogivals amb traceria. Els vitralls de les quatre façanes estan dedicats a Sant Francesc de Sales, Pius XI, Sant Ignasi de Loiola, Sant Francesc Xavier, Pius IX, Santa Rosa de Lima, Lleó XIII i Pius XII. Els vuit vitralls de la cúpula representen escenes de la vida de Jesús.
L'interior està dividit en tres naus amb absis semicirculars, amb vitralls i quatre rosetons a les façanes. A l'altar major destaca el gran crucifix, obra de Joan Puigdollers, i els vitralls del presbiteri estan dedicats a Pius X, Sant Joan Evangelista, Santa Margarida Maria Alacoque, Sant Pau i Sant Joan Bosco. L'altar esquerre té cinc vitralls dedicats a distintes advocacions marianes del món hispànic: la Mare de Déu d'Antipolo (Filipines), la de Luján (Argentina), l'Assumpció, la de Guadalupe (Mèxic) i la de la Caridad del Cobre (Cuba). L'altar dret està presidit pel Jesús ressuscitat, obra de Joan de Puigdollers, i dedica els seus vitralls a advocacions marianes espanyoles: la Mare de Déu de l'Almudena (Madrid), la de Núria (Catalunya), la de l'Esperança, la dels Desemparats (València) i la de Begonya (País Basc). També formen part de la decoració del temple superior els escuts de tots els països hispans.

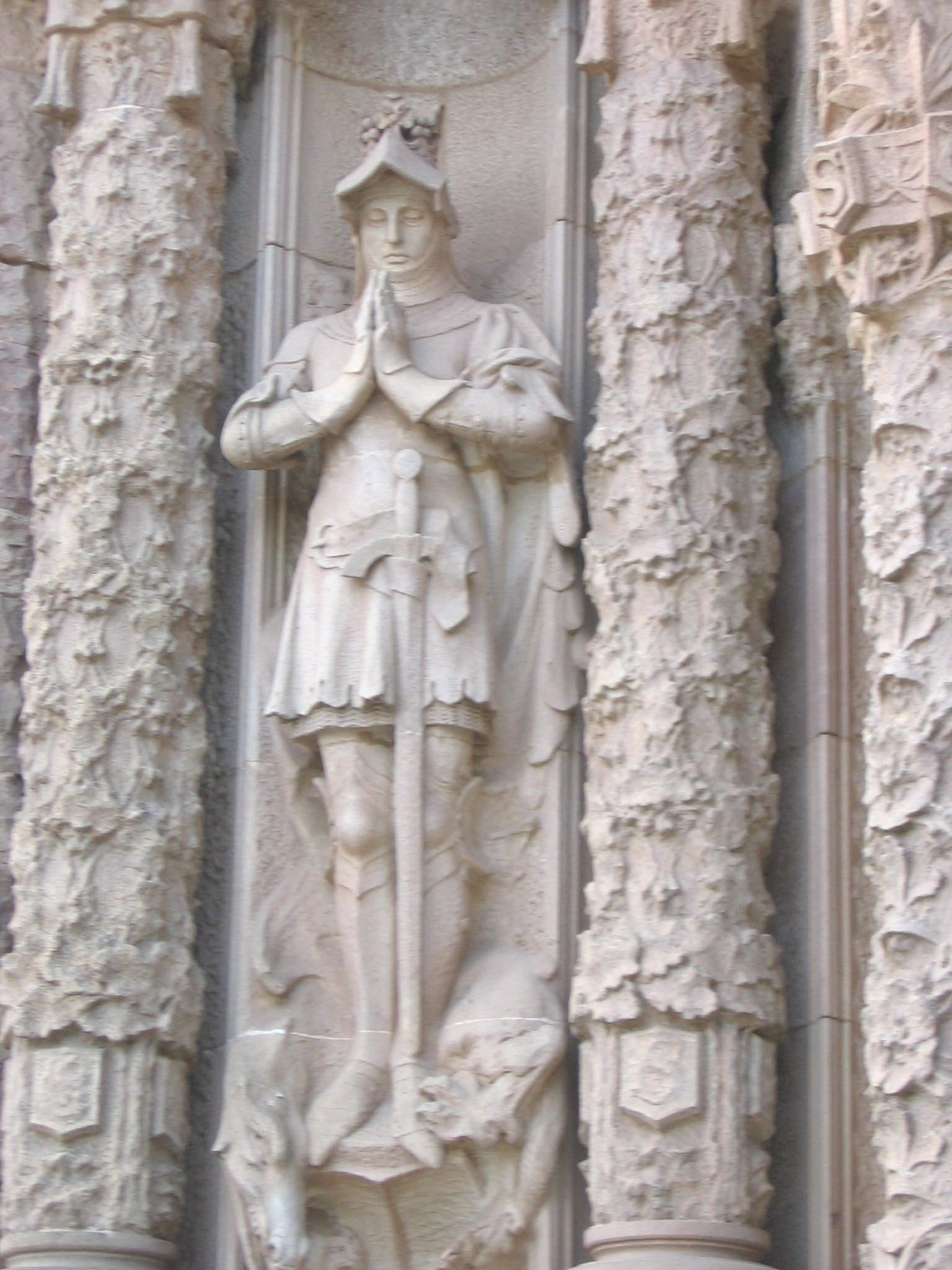
Detall escultòric
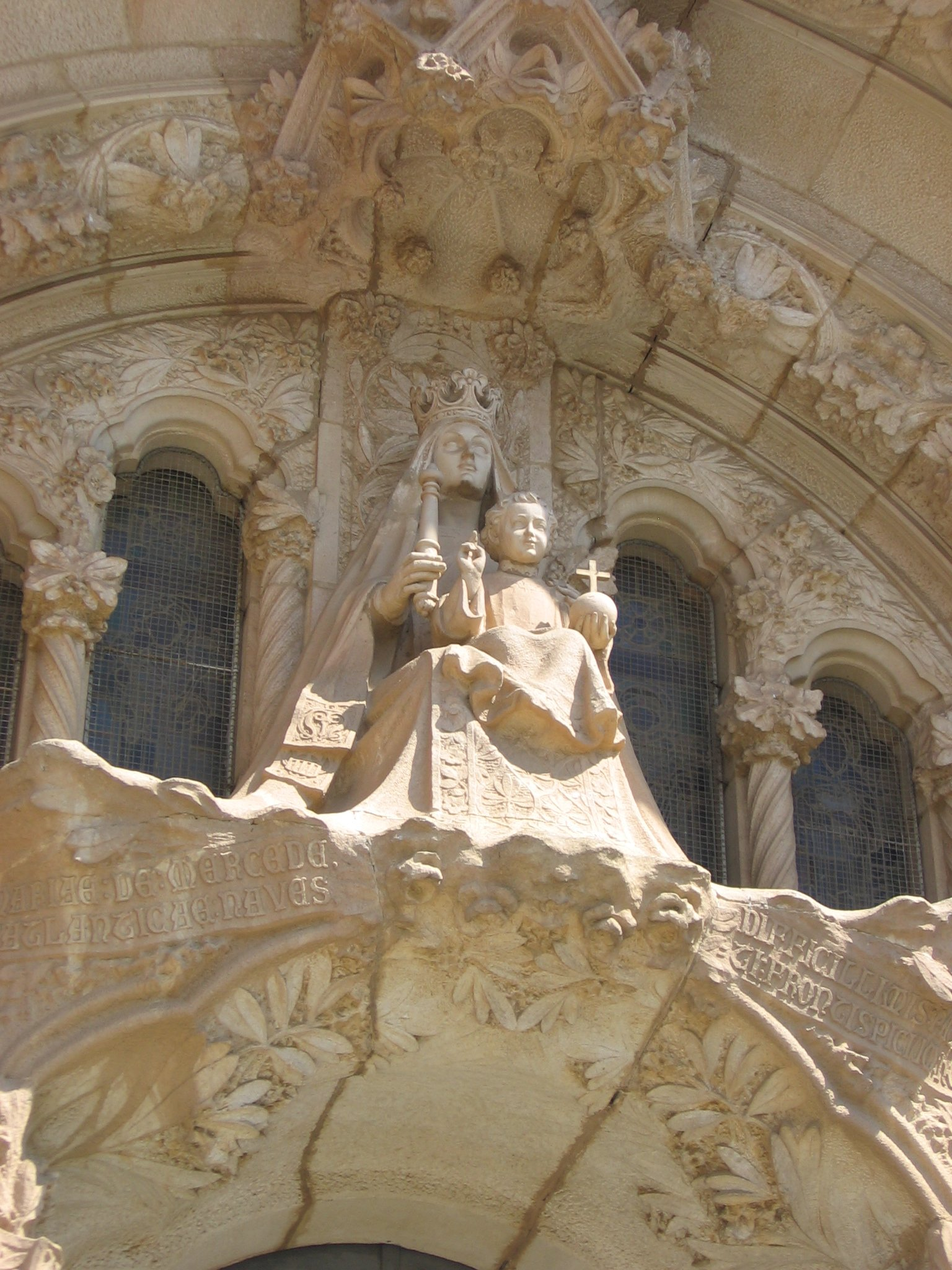
Detall al pòrtic de la cripta
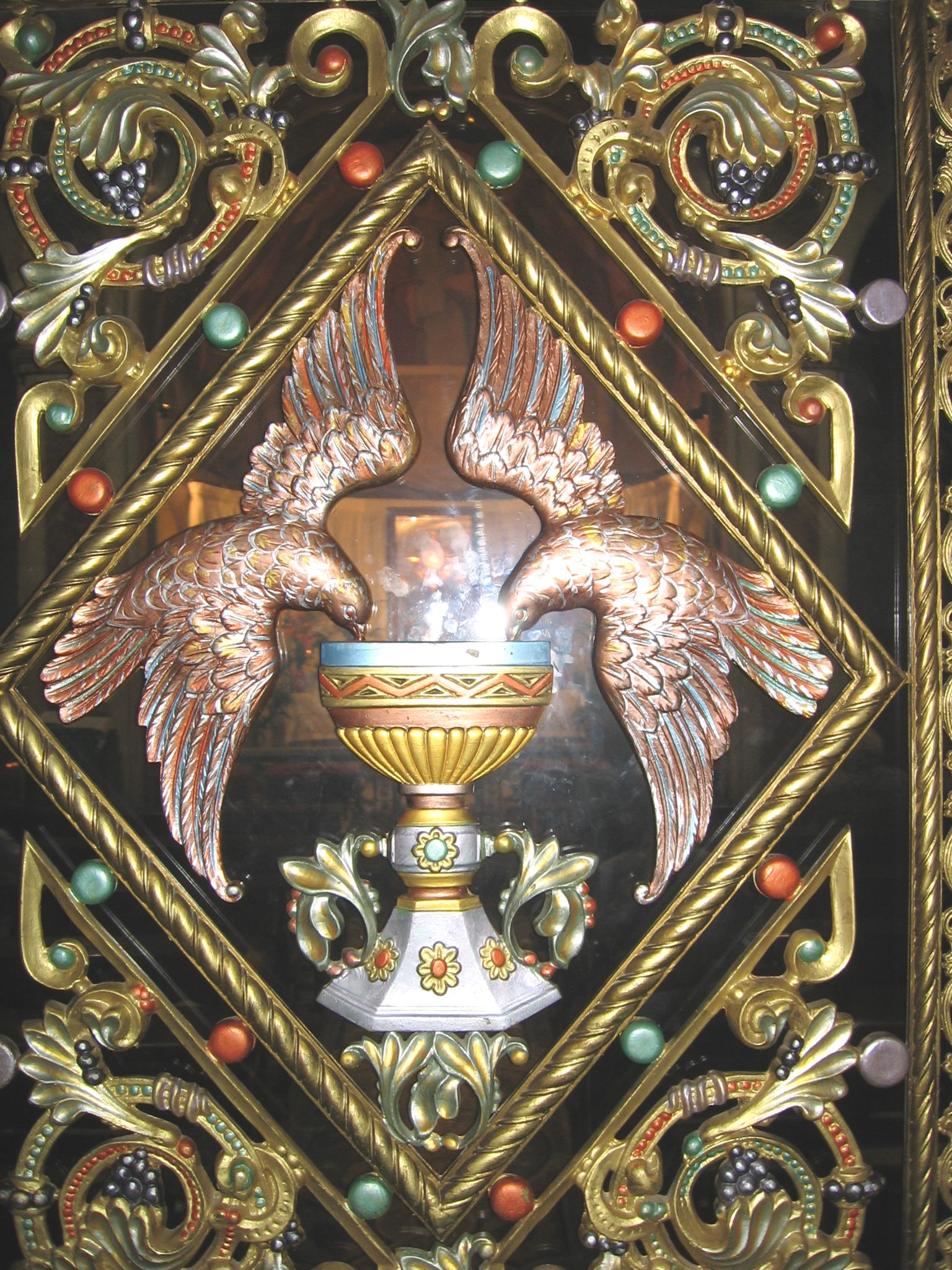
Detall decoratiu
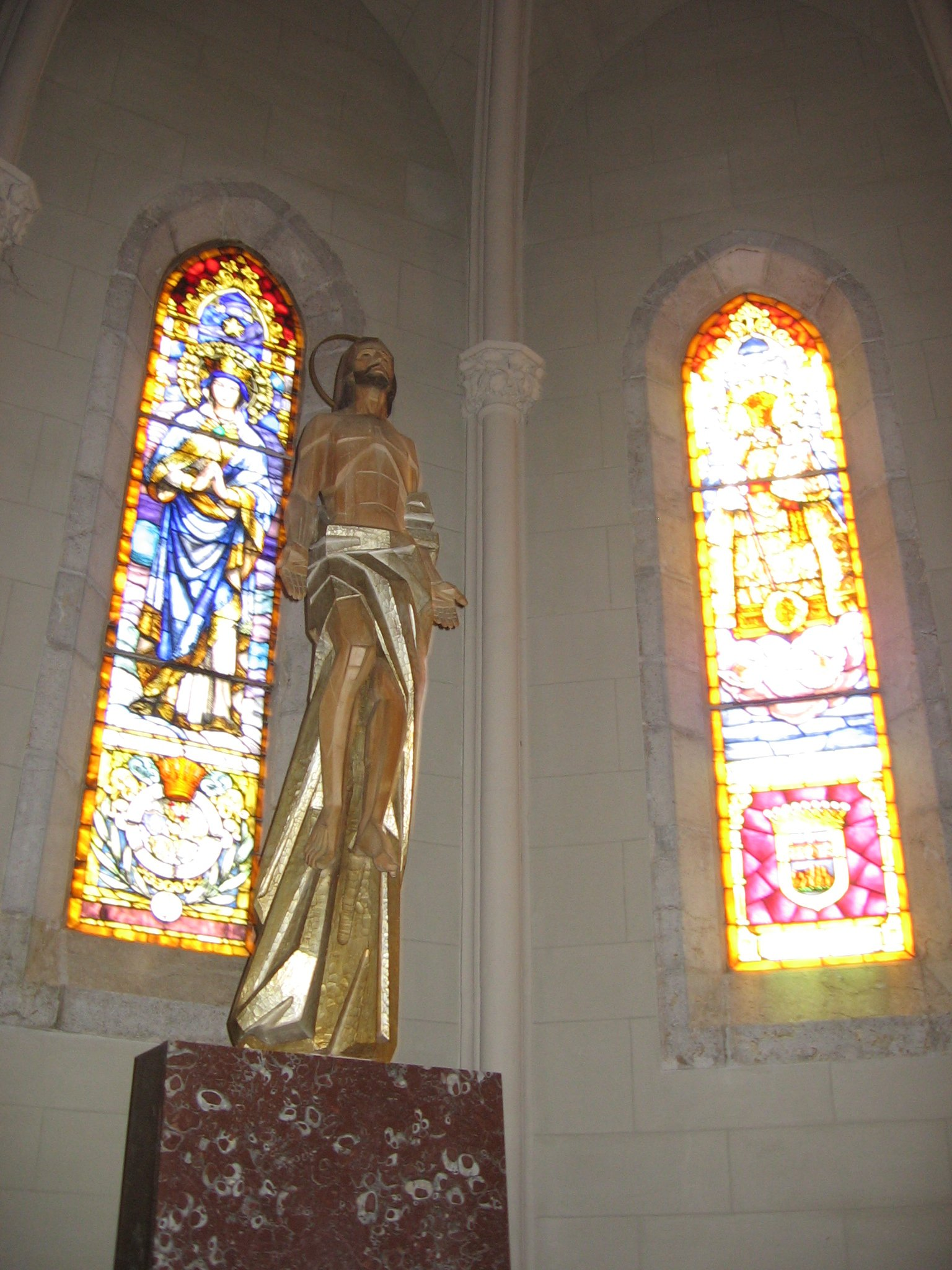
Vitralls